# Gvarv
Gvarv je vesnice v Norsku. Je součástí obce Midt-Telemark a nachází se 30 km jižně od Notoddenu. Žije v ní přibližně 1 100 obyvatel.
Gvarv leží nedaleko ústí řeky Bøelva do jezera Norsjø a prochází jím dálnice č. 36. Název je odvozen od slova hvarf, což znamená ohyb řeky. Byly zde naměřeny teplotní rekordy -37,8 °C a +34,4 °C. Okolí vesnice je významné díky ovocnářství. Koná se zde každoroční festival jablek a pěstují se také třešně, višně a švestky. Lerkekåsa je označována za nejsevernější vinici na světě. Gvarv má přezdívku „norské Toskánsko“.
Ve vesnici působil malíř Erik Werenskiold. Sídlí v ní škola pro dospělé Sagavoll folkehøgskole.